# Kammereckswiesen und Herchwiesen von Langen
Das Naturschutzgebiet Kammereckswiesen und Herchwiesen von Langen (NSG-Kennung 1438006), seit 2018 auch Kammereckswiesen, Herchwiesen, Schmale Wiesen und Belzbornwiesen von Langen, befindet sich im hessischen Landkreis Offenbach und liegt im südwestlichen Gemarkungsbereich an der Grenze zur Nachbargemeinde Egelsbach. Die Kammereckswiesen werden von der Bahnstrecke Frankfurt am Main–Heidelberg im Osten und der Kreisstraße 168 im Westen begrenzt. Die im Frühjahr 2009 hinzugekommenen Herchwiesen erstrecken sich östlich der Bahnlinie als langgestrecktes Band bis zum Egelsbacher Weg. 2018 kamen die Bereiche Schmale Wiesen und Belzbornwiesen hinzu, die als weiteres Band östlich der Bahnlinie, entlang des Langener Ortsrands, bis zum Egelsbacher Weg reichen.
Die Kammereckswiesen, die Herchwiesen und der Bachlauf des Kirchnerseckgrabens westlich der Kreisstraße 168 bis kurz vor die A 5 sind seit 2000 als FFH-Gebiet Kammereckswiesen und Kirchnerseckgraben von Langen (DE 6017-305) ausgewiesen.

## Gebietsbeschreibung
Das Naturschutzgebiet besteht aus Wiesenflächen, die sich auf engem Raum aus trockenen Flugsandgebieten sowie wegen des teilweise tonigen Untergrunds auch aus feuchten Standorten zusammensetzen. Daher konnten sich dort neben Magerwiesen auch Waldbinsenwiesen, Sumpfdotterblumenwiesen, Röhrichte und Gehölze ausbilden.

## Schutzzweck
Zweck der Unterschutzstellung ist es, das extensiv genutzte Grünland, die Röhricht- und Großseggenbestände als Lebensraum für eine Vielzahl bestandsgefährdeter Tier- und Pflanzenarten zu erhalten. Dieses Mosaik ist Lebensraum für eine Reihe seltener Libellen- und Schmetterlingsarten, zum Beispiel für den Dunklen Wiesenknopf-Ameisenbläuling. Botanisch zählen Kantiger Lauch (Allium angulosum), Breitblättriges Knabenkraut (Dactylorhiza majalis) und Pracht-Nelke (Dianthus superbus) zu den Besonderheiten. Aus der Avifauna ragten Arten wie Kiebitz, Braunkehlchen, Schwarzkehlchen und Grauammer heraus, doch diese Brutvorkommen bestehen heute nicht mehr.